# Крамерхоф
Крамерхоф (нем. Kramerhof) — община в Германии, в земле Мекленбург-Передняя Померания.
Входит в состав района Северная Передняя Померания. Подчиняется управлению Амт Альтенплен.  Население составляет 1800 человек (на 31 декабря 2010 года). Занимает площадь 17,90 км².